# 西部區市區

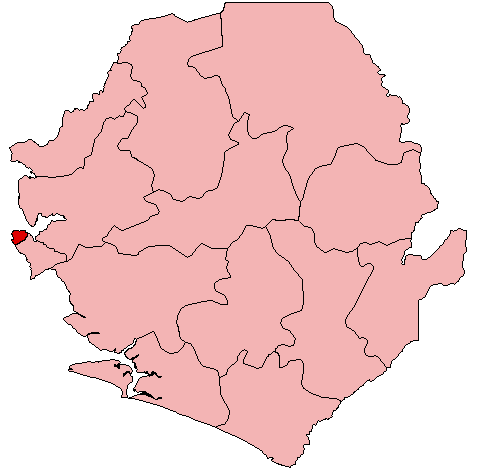

西部區市區是西非國家塞拉利昂的16個行政區之一，由西部區負責管轄，首府設於自由城，面積13平方公里，是該國最大的經濟、金融和文化中心，2007年人口1,173,022。
8°29′N 13°14′W / 8.48°N 13.23°W